# Cajhen
Cajhen je priimek v Sloveniji, ki ga je po podatkih Statističnega urada Republike Slovenije na dan 1. januarja 2010 uporabljalo 122 oseb in je med vsemi priimki po pogostosti uporabe uvrščen na 3.653. mesto.

## Znani nosilci priimka
- Martin Cajhen (1821—1866), izdelovalec orgel
- Nastja Cajhen Rode, dirigentka (GŠ Vrhnika)
- Rafael Cajhen (*1933), elektrotehnik, univ. profesor